# Инвентарный номер
Инвентарный номер — номер, присваиваемый каждому инвентарному объекту для ведения аналитического учёта и организации контроля за использованием основных фондов внутри организации. Инвентарный номер закрепляется за объектом на всё время его эксплуатации.
В России согласно «Методическим указаниям по бухгалтерскому учёту основных средств» инвентарные номера в виде «ИНВ № 00000001» наносятся несмываемой краской, путём прикрепления металлического жетона или иным способом, чтобы при проведении инвентаризации сличить их по наименованию и номеру с бухгалтерскими документами.